# Lasha Salukvadze
Pour les articles homonymes, voir Salukvadze.
Lasha Salukvadze (géorgien : ლაშა სალუქვაძე) (né le 21 décembre 1981) est un footballeur géorgien ayant joué pour des équipes de Géorgie et de Russie.

## Biographie
Il commence à jouer au football professionnel en 1999 avec une équipe de Tbilissi, le Lokomotiv Tbilissi, puis le Dinamo Tbilissi. Ensuite, il va en Russie pour joindre le Roubine Kazan. Il joue pour cette équipe jusqu'en 2010 où il rejoint le Volga Nijni Novgorod.

## Équipes
- jan. 1998-2004 :  Lokomotiv Tbilissi
- 2004-déc. 2004 :  Dinamo Tbilissi
- jan. 2005-jan. 2011 :  Roubine Kazan
- jan. 2011-jan. 2012 :  Volga Nijni Novgorod
- jan. 2012-déc. 2012 :  Dila Gori
- jan. 2013-2013 :  SKA-Energiya Khabarovsk
- 2013-2016 :  Inter Bakou
- 2016-fév. 2017 :  Dila Gori
- fév. 2017-jan. 2018 :  Dinamo Tbilissi
- depuis fév. 2018 :  FC Rustavi Metallurgist